# Asura placens
Asura placens är en fjärilsart som beskrevs av Walker 1864. Asura placens ingår i släktet Asura och familjen björnspinnare. Inga underarter finns listade i Catalogue of Life.